# 商都网
商都网，原名商都信息港，是一家地区性的门户网站，隶属于中国网通河南省分公司。
1997年10月25日商都信息港成立，1998年开通BBS——是河南第一个BBS系统，2000年获得网络新闻登载权，2005年2月6日改组为商都网。商都网日平均访问量100万人次，主页访问量总计突破11亿人次，入选CNNIC中国互联网络影响力调查报告的影响力排行榜。